# Steinbachpfad
Der Steinbachpfad ist ein Premiumwanderweg im Saarland. Seinen Namen hat er vom Ottweiler Stadtteil Steinbach bekommen.

## Beschreibung
Der Steinbachpfad beginnt am Sportplatz in Steinbach. Er führt über die Landschaft des Blies-Oster-Rückens, der Teil des Saar-Nahe-Berglandes ist. Nach einem Kilometer erreicht der Weg den Panoramaturm Betzelhübel, von dem aus der Blick des Wanderers über das Nordsaarland mit dem markanten Schaumberg, den Hunsrück sowie über die Kreisstadt Neunkirchen streift. Im Westen erblickt man den Förderturm der Grube Göttelborn und den östlichen Teil des saarländischen Kohlereviers, im Süden reicht der Blick zu den Höhen des Sankt Ingbert-Kirkeler Waldgebietes. Östlich der Stadt Ottweiler führt der Weg, der auf dieser Passage einige Zeit deckungsgleich mit dem Schauinslandweg ist über Streuobstwiesen und erreicht am Waldrand verlaufend das Kerbacher Loch. Nach dem Verlassen des Kerbaches steigt der Weg an, um im Wald wieder bergab zu führen und das Tal der Oster zu erreichen. Hier ist der Weg für etwa einen Kilometer identisch mit dem Premiumwanderweg Mühlenpfad. An der Mündung des Steinbaches in die Oster führt der Weg am Steinbach entlang nach oben und erreicht die Ortsrandlage von Steinbach. Wieder in den Wald eintretend erreicht man die Höhe des Wehlberges und erreicht bald danach den Startpunkt des Weges.

## Sehenswürdigkeiten

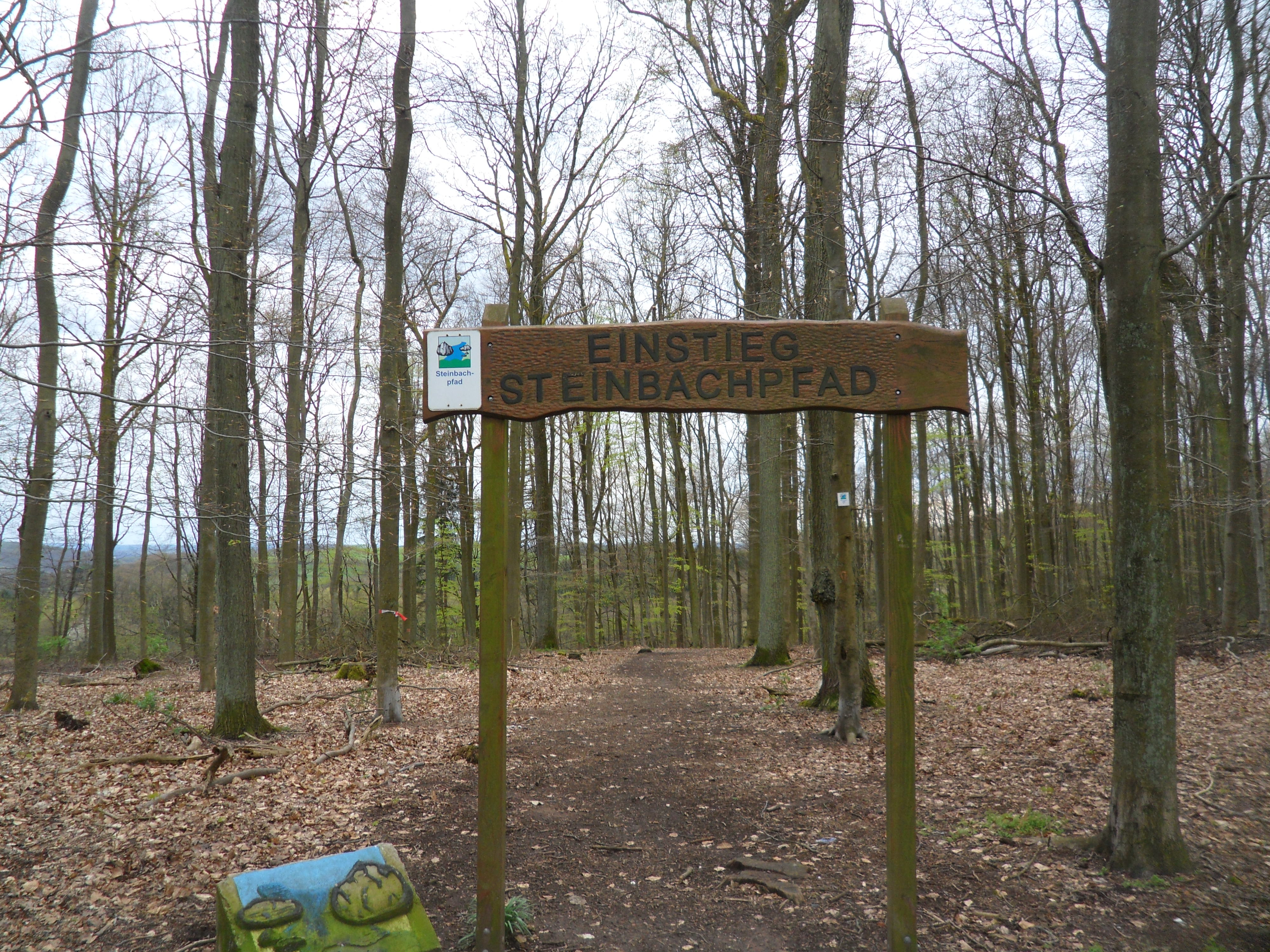
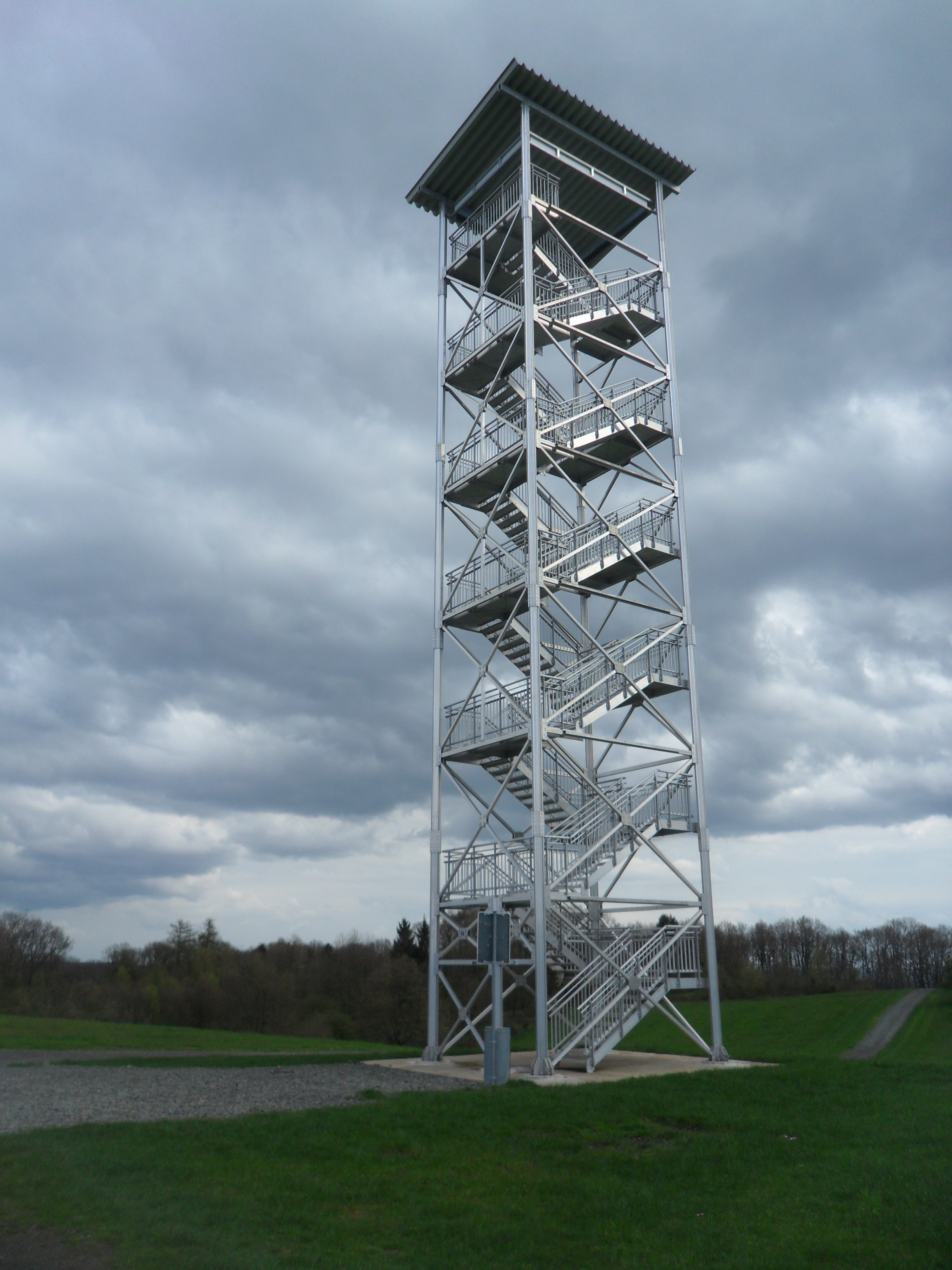
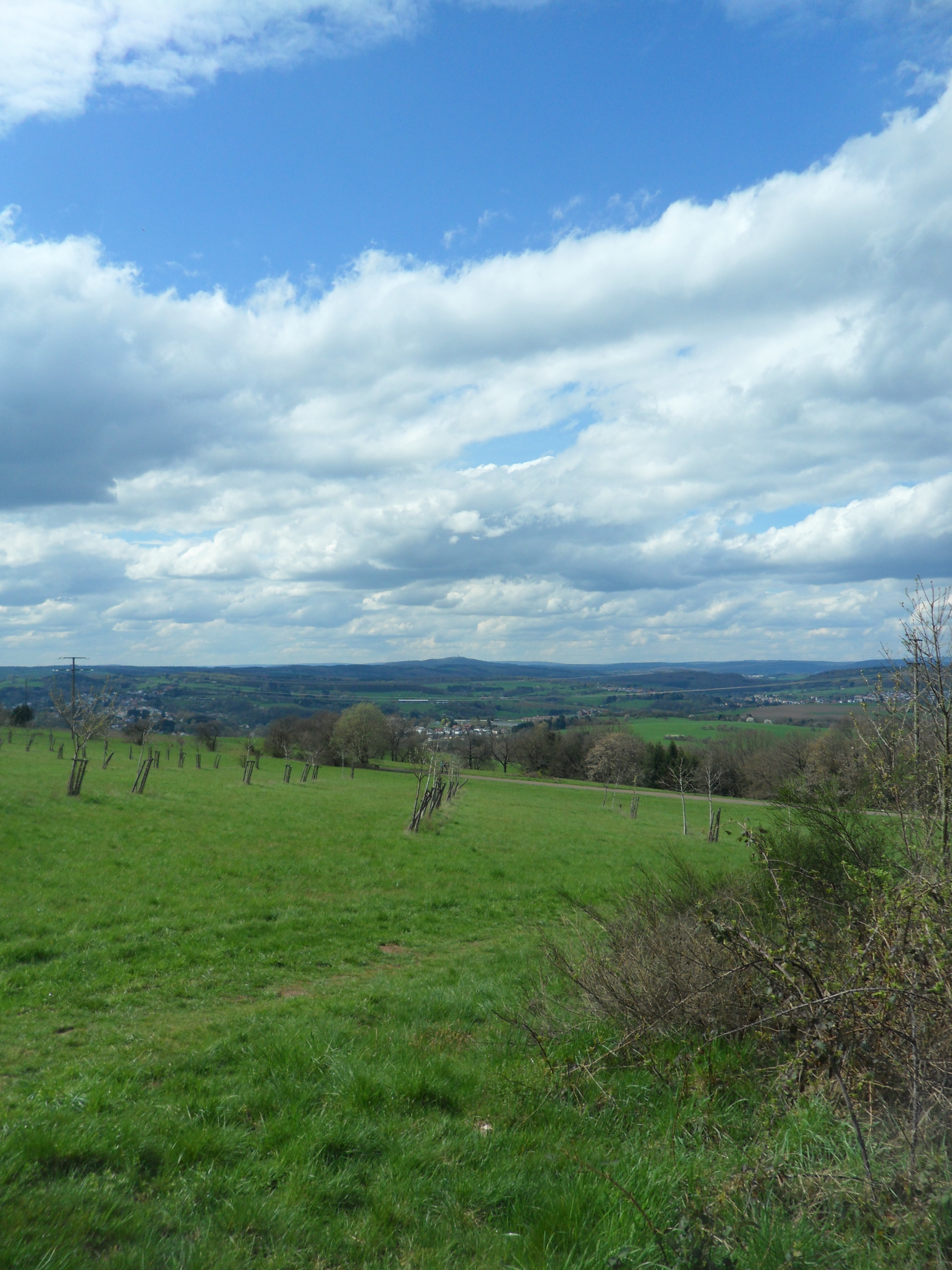
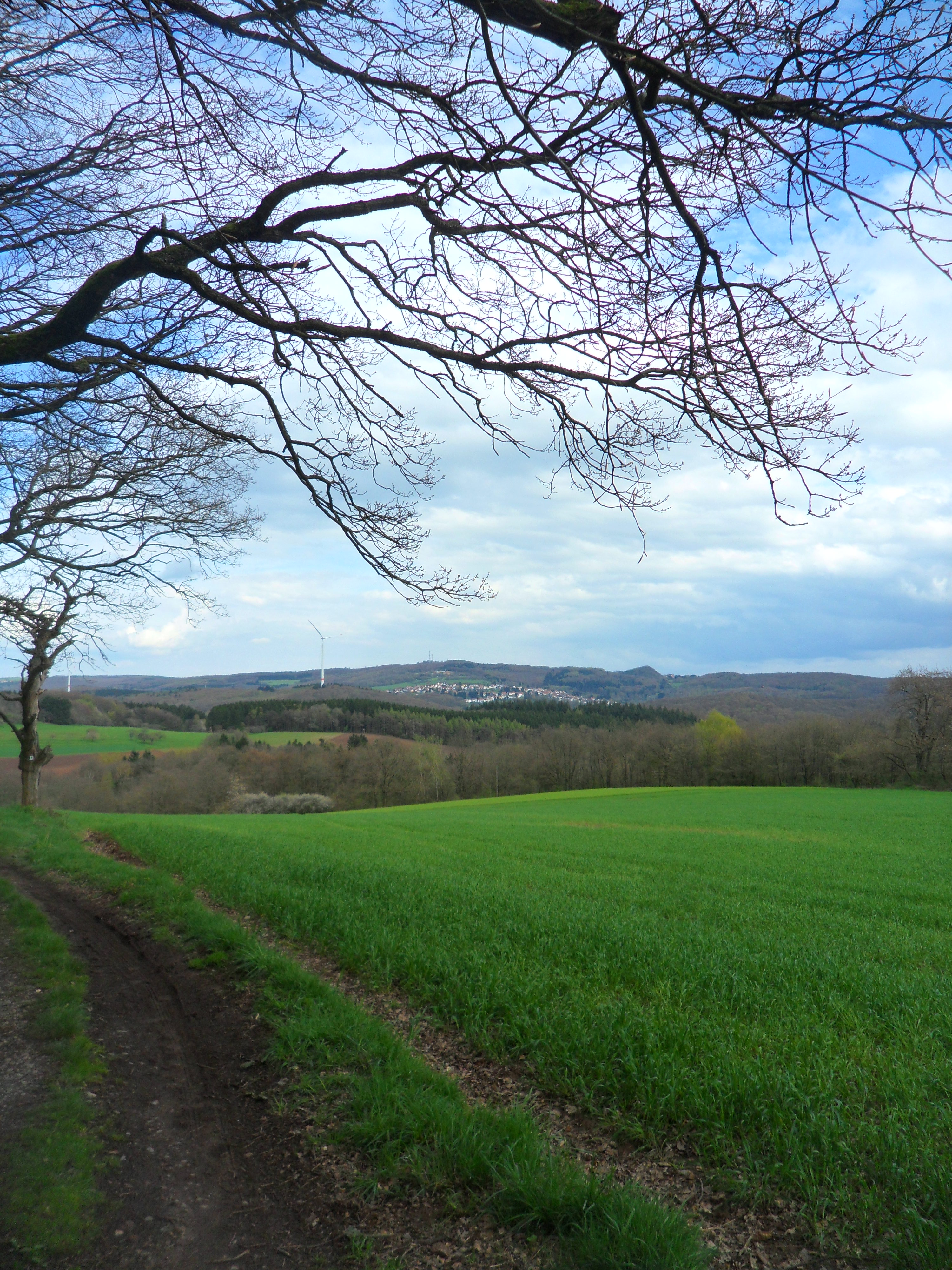
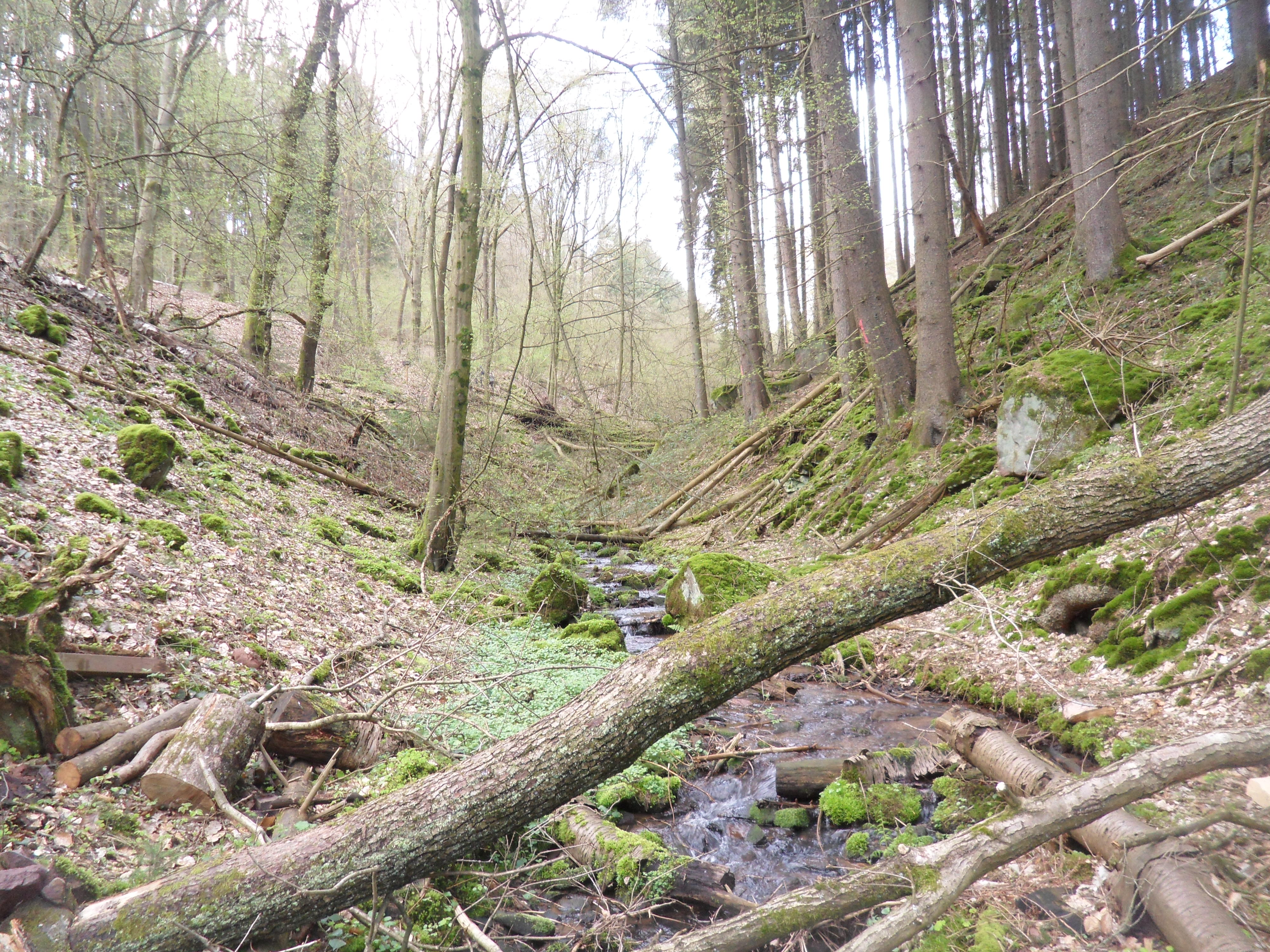
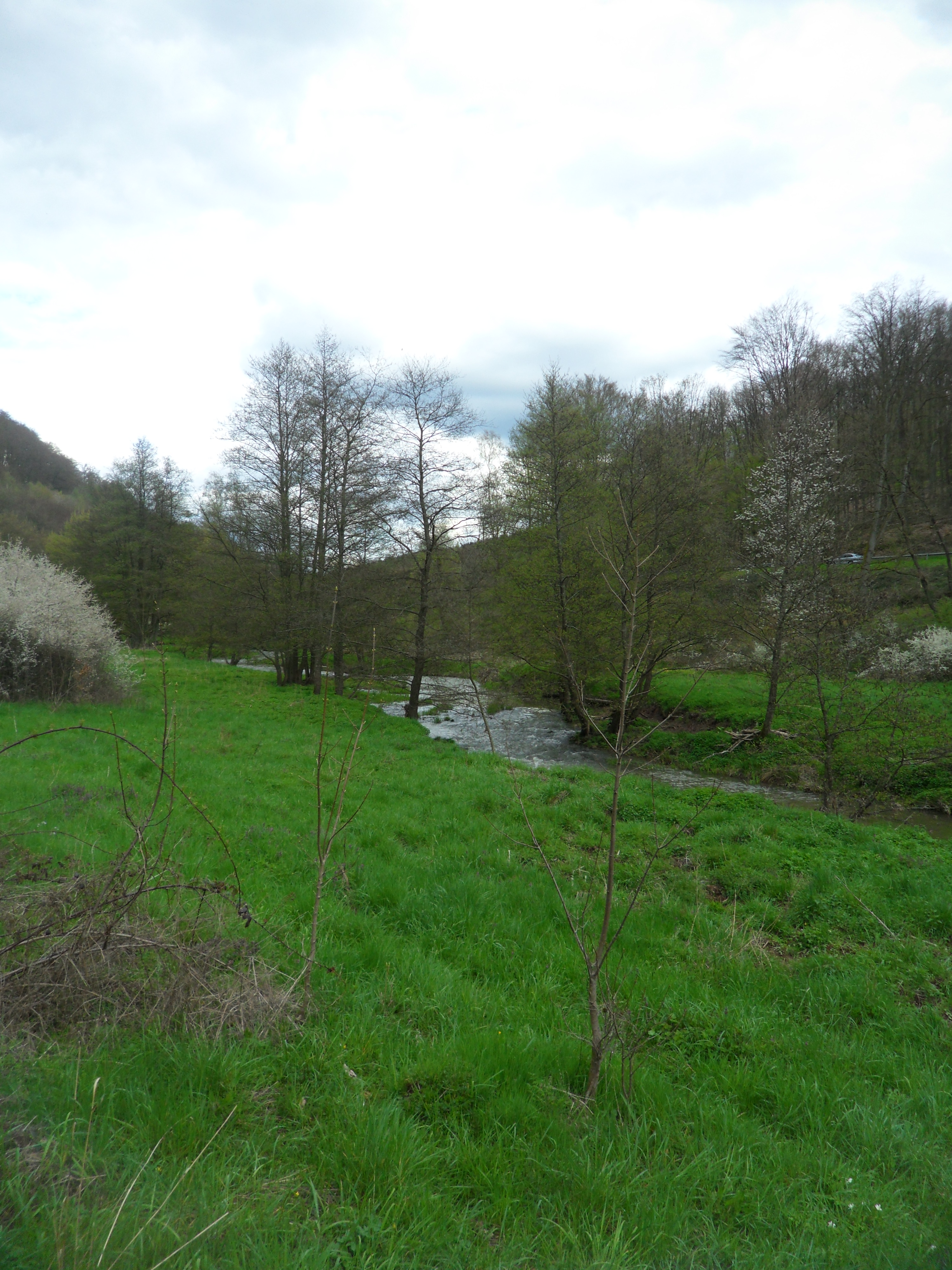
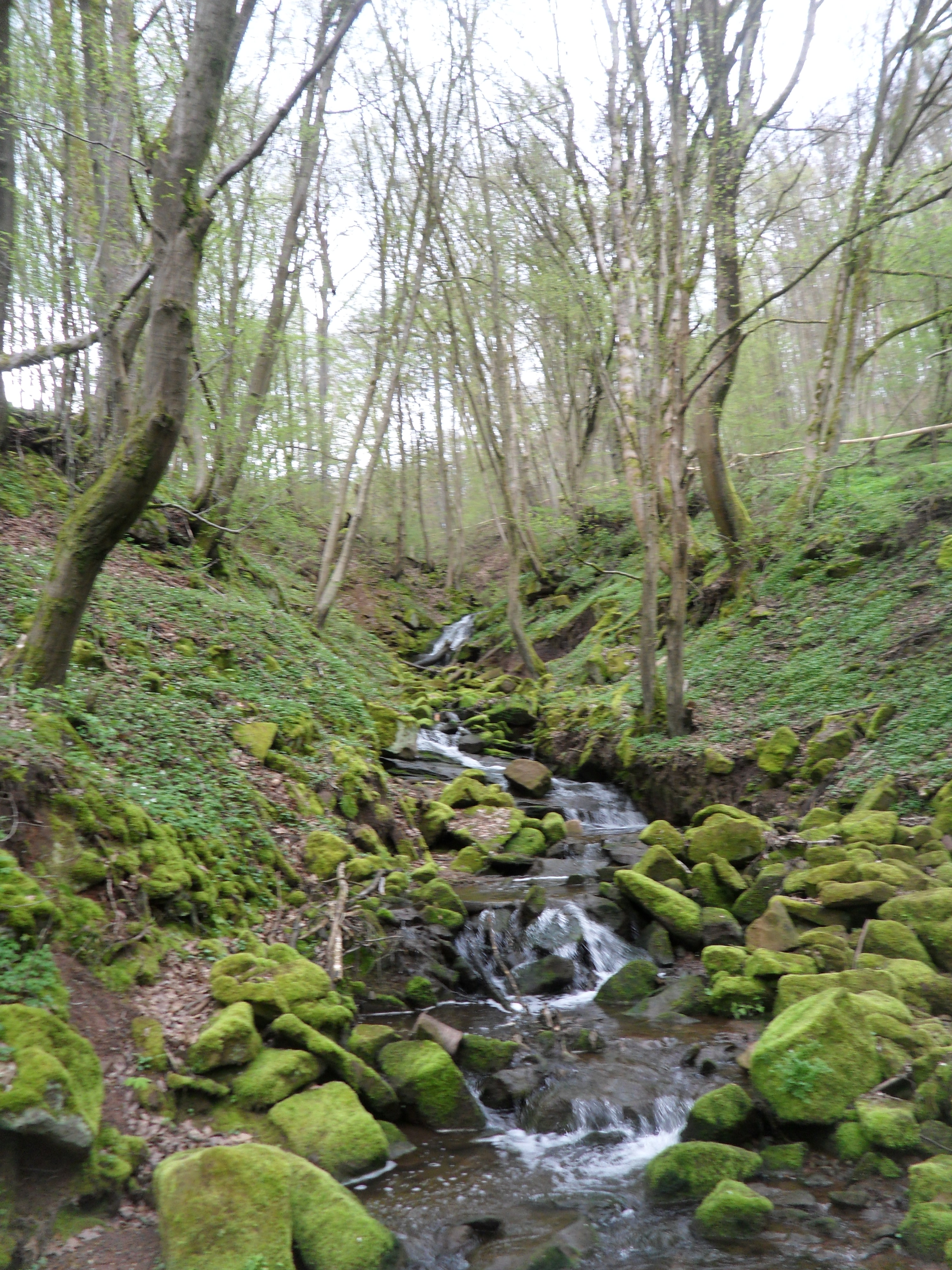

- Rundblick vom Panoramaturm
- Kerbacher Loch
- Ostertal
- Schlucht des Steinbachs
- Bienenlehrpfad am Wehlberg